# كلايف مالكوم غريفيثز
كلايف مالكوم غريفيثز (بالإنجليزية: Clive Malcolm Griffiths)‏ هو مقدم برامج إذاعية ومقدم تلفزيوني بريطاني، ولد في 26 يناير 1953.